# Ataúlfo Argenta
Ataúlfo Exuperio Martín de Argenta Maza (Castro-Urdiales, 19 de noviembre de 1913 - Los Molinos, 21 de enero de 1958), conocido como Ataúlfo Argenta, fue un pianista y director de orquesta español.
Se casó con Juana Pallarés Guisasola, con la que tuvo cinco hijos; uno de estos, Fernando Argenta (1945-2013), fue un popular presentador y divulgador de música clásica en RNE en la segunda mitad del siglo XX.

## Biografía
Su nombre completo era Ataúlfo Exuperio Martín de Argenta Maza, y fue el único hijo de Laura Maza y Juan Martín de Argenta, jefe de estación de Castro-Urdiales, Cantabria.
Alumno precoz, recibió clases de solfeo, piano y violín en el Círculo Católico de su localidad natal. En 1925, toda la familia se trasladó a Madrid y Ataúlfo comenzó a estudiar música en el Real Conservatorio de Madrid como alumno de Manuel Fernández Alberdi. Allí destacó rápidamente como pianista.
Su padre falleció y Ataúlfo quedó como responsable del mantenimiento económico de su familia a los 17 años. Durante un tiempo estuvo tocando el piano en bares y locales y estudiando al mismo tiempo, Abandonó sus estudios y trabajó en una oficina de los Ferrocarriles del Estado. Retomó sus estudios y los amplió en Bélgica con el maestro Armand Marsick en el prestigioso Conservatorio de Lieja.
De regreso a España, le sorprendió la guerra civil española durante una gira de conciertos y se trasladó a Segovia en un intento de acercarse a Madrid. Allí fue movilizado por el bando nacional en el Batallón de Transmisiones de Segovia.
Fue encarcelado y a punto de ser fusilado acusado de espionaje por el mismo bando nacional.
Enfermó gravemente de tifus.
Durante la guerra se casó con una antigua compañera del Conservatorio, Juana Pallarés Guisasola. Se vio en la necesidad de tocar en teatros y en orquestas menores para ganarse la vida.
Al día siguiente de nacer su segundo hijo estaba dando un concierto en Oviedo y en el descanso le dieron la noticia de que ese hijo había muerto. Argenta salió a tocar las Escenas infantiles de Schumann con lágrimas en los ojos.
En mayo de 1941 obtuvo una beca y se fue a estudiar en Alemania con el maestro Carl Schuricht en el Conservatorio de Kassel, donde llegó a ser Profesor y luego Catedrático.
Su esposa y sus dos hijas se reunieron con él en Alemania, pero el peligro de la Segunda Guerra Mundial le obligó a volver con su familia a España a finales de 1943.
En 1945 ya tenía cuatro hijos.

### Carrera

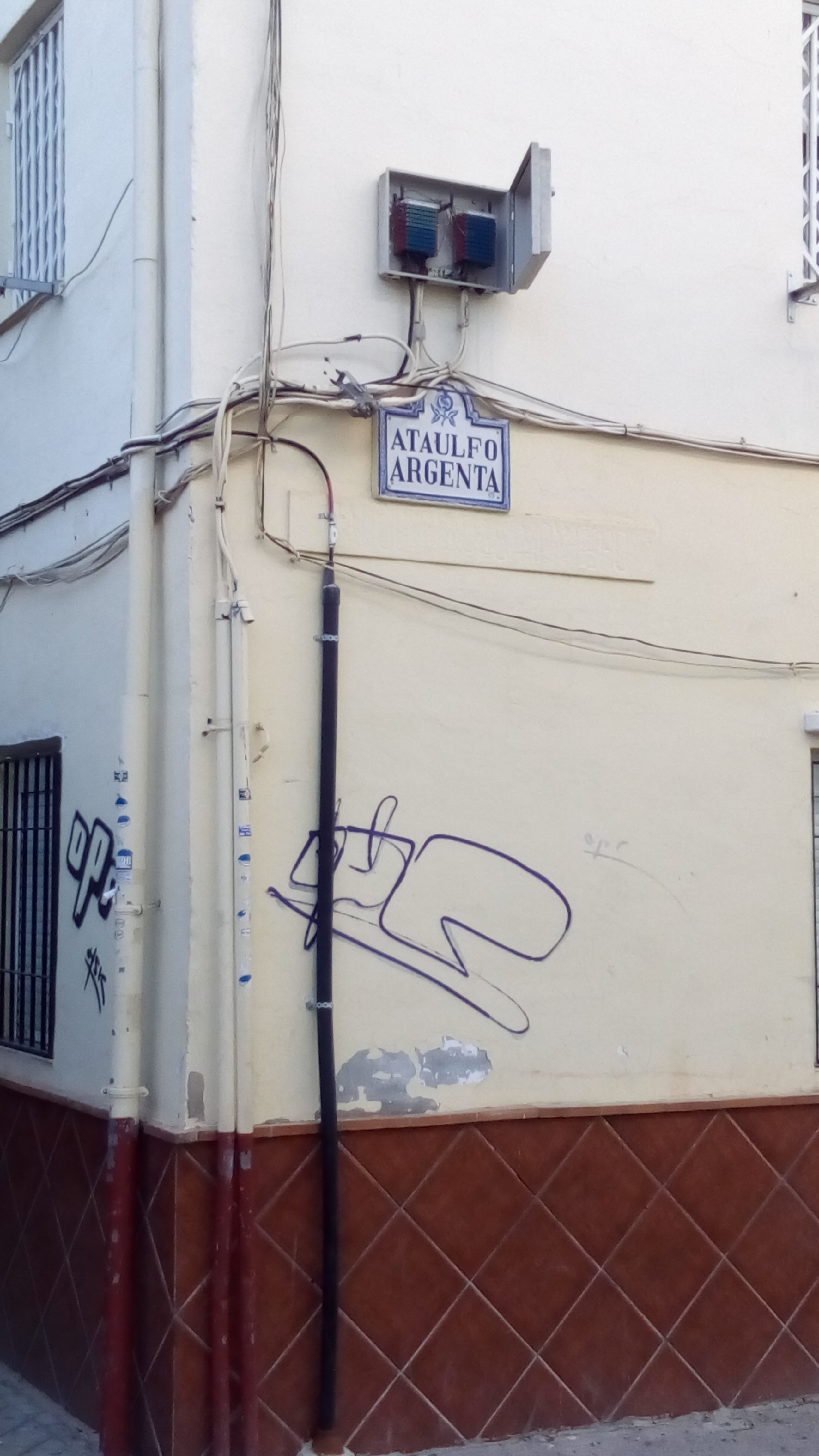
Calle dedicada a Ataúlfo Argenta en Granada (España).

Creó la Orquesta de Radio Nacional con la que inició su carrera de director de orquesta dando conciertos casi a diario. Se disolvió al negarse Argenta a colaborar en una depuración política de los miembros de la orquesta.
Gracias al apoyo de Luis Urquijo, marqués de Bolarque, creó la Orquesta de Cámara de Madrid, con la que dio conciertos por toda España.
El 1 de enero de 1947 se publicó un B.O.E. en el que se creaba la Orquesta Nacional de España. En los días siguientes se confirmó a Bartolomé Pérez Casas como director titular. Se elevó al mismo rango a Ataúlfo Argenta, dándose la situación de que la orquesta tuvo dos directores titulares desde el año 1947 al 1949.
Además fue director invitado de la Orquesta Nacional de Francia.
Estuvo retirado de la dirección durante seis meses por un ataque de tuberculosis intestinal.
Muchos le acusaron de rojo (contrario al régimen de Franco) por sus declaraciones a un periódico al hablar del atraso que sufría el mundo de la composición en España debido al aislamiento internacional.
Fue un especialista en la música romántica alemana y en la música española, sintiendo predilección por el compositor Manuel de Falla.
Entre sus más reconocidas interpretaciones se encuentran la Rapsodie espagnole, de Maurice Ravel, y las Danzas españolas, de Moritz Moszkowski. Quienes trabajaron con él recuerdan su gran seriedad, maestría técnica y rigor.
Su excepcional capacidad como director le llevó a dirigir numerosas orquestas extranjeras y recibió numerosas ofertas para desarrollar su carrera en el extranjero. Poco antes de su muerte estaba a punto de firmar una gira por los Estados Unidos de América con la orquesta de la Suisse Romande, que le había ofrecido la titularidad.
Fue pionero también en las grabaciones en estéreo.
Pocos días antes de fallecer, Ataúlfo Argenta había conseguido uno de los mayores éxitos de su vida artística, dirigiendo en el Palacio de la Música Catalana de Barcelona primero, y luego en el Monumental Cinema de Madrid, el oratorio El Mesías de Georg Friedrich Händel .

### Fallecimiento

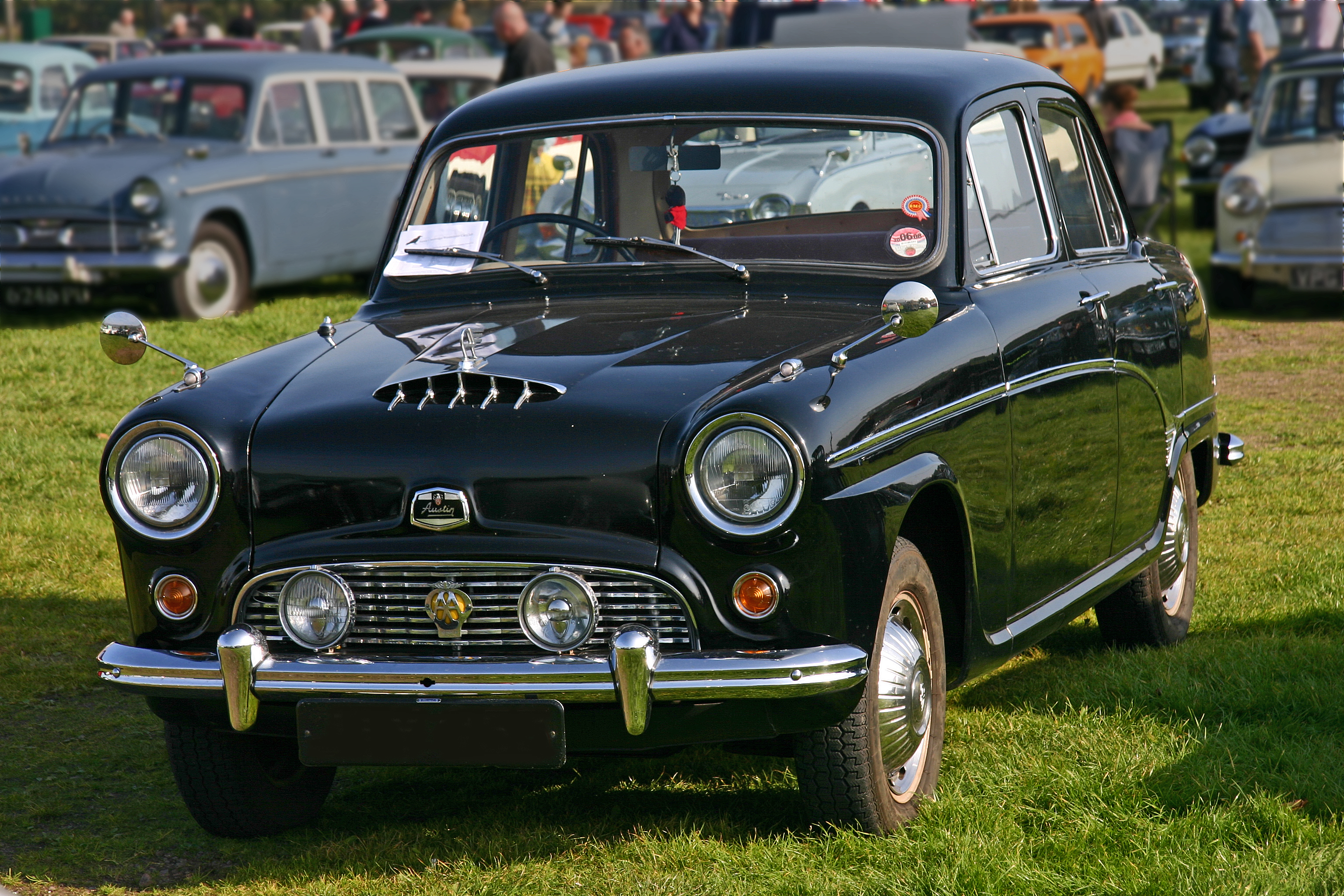
Austin A90. En un vehículo como éste perdió la vida Ataúlfo Argenta.

Argenta murió en 1958, con tan solo 44 años de edad, en su casa de la localidad de Los Molinos, Madrid. Allí se había citado secretamente con su alumna de piano, una francesa de 23 años llamada Sylvie Mercier, para pasar la noche.
Como había nevado, encendió la chimenea y mientras se caldeaba la casa la pareja bajó al garaje y esperó dentro del coche con el motor encendido. Entre los gases de combustión de la gasolina del Austin A-90 SIX había monóxido de carbono, un gas venenoso, incoloro e inodoro que produjo la muerte a Ataúlfo Argenta.
Ataúlfo Argenta había padecido una tuberculosis reciente y la autopsia reveló que la muerte se produjo por intoxicación por monóxido de carbono.
Sylvie Mercier sobrevivió tras perder el conocimiento. Quedó traumatizada y abandonó la música. Fue la heredera en Francia del grupo licorero Cointreau.
El 31 de enero, diez días después de su fallecimiento, la Orquesta se presentó por primera vez al público sin su director. Los músicos, en pie, interpretaron el coral de la Cantata 140, de Johann Sebastian Bach, escuchada por el público también en pie y en silencio.
Fue enterrado en el Cementerio de La Almudena, en Madrid. Su viuda, Juana Pallarés, nunca obtuvo la pensión que correspondía a la posición de Argenta al frente de la Orquesta Nacional.

## Reconocimientos

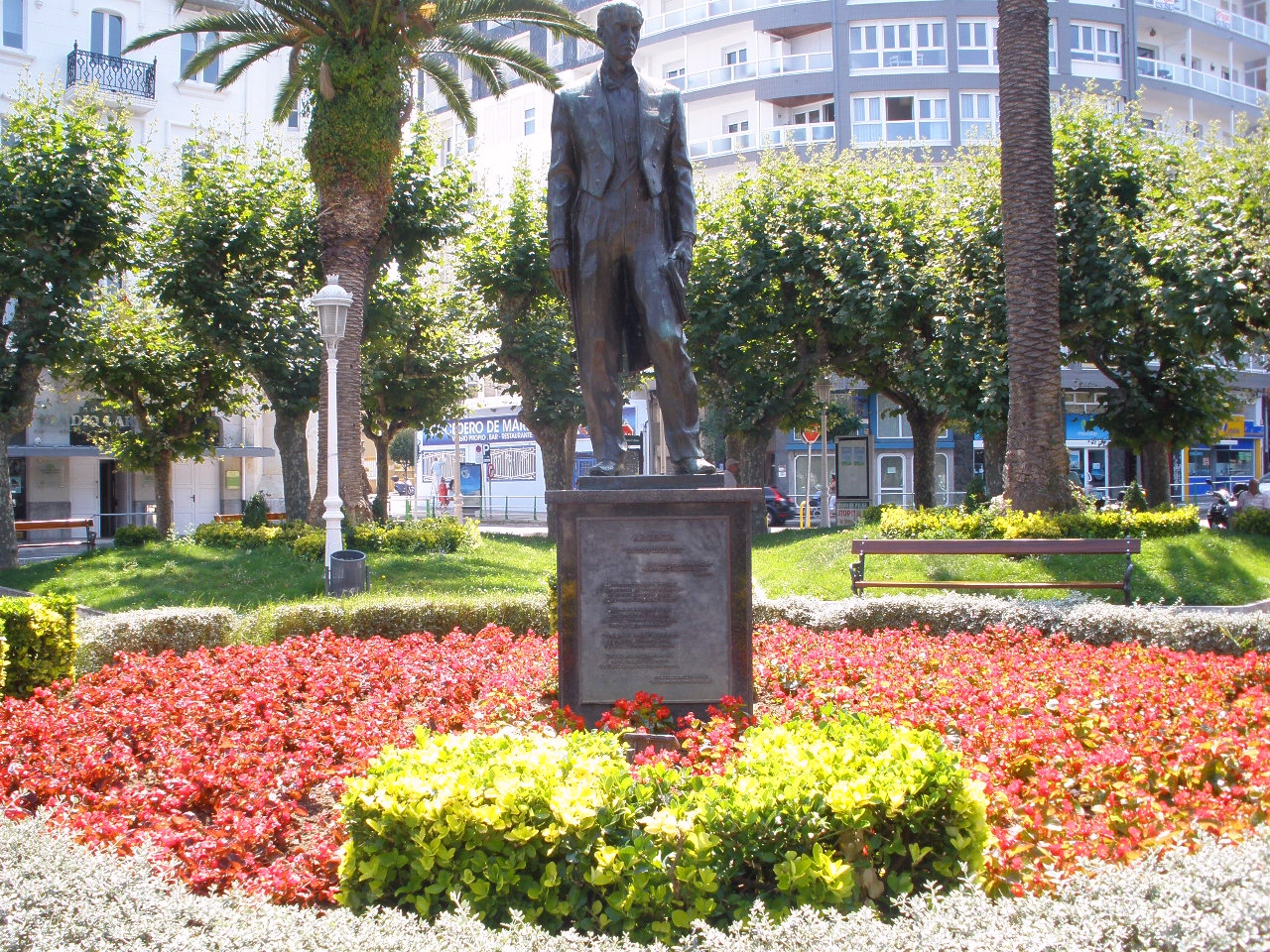
Monumento a Ataúlfo Argenta en Castro-Urdiales

- Cruz de la Orden de Isabel la Católica.
- Gran Cruz de la Orden de Alfonso X el Sabio a título póstumo.
- Miembro de la Academia de Bellas Artes en 1956.
- Monumento erigido en 1961 en Castro-Urdiales. Obra de Rafael Huerta.
- Auditorio de conciertos en Castro-Urdiales inaugurado el 28 de junio de 2013.[6]
- Una calle de Santander lleva su nombre desde el 30 de noviembre de 2013.
- El Conservatorio Profesional Municipal Ataúlfo Argenta está en Santander.[7]
- La principal sala del Palacio de Festivales de Cantabria, en Santander, se llama Sala Argenta en su honor.

## Grabaciones
En 1952 inició sus grabaciones con discos de 78 r. p. m. conteniendo preludios e intermedios.
En 1954 pasó a realizar los registros en discos microsurco. Bajo su batuta se montaron más de sesenta zarzuelas.
Las escasas grabaciones que realizó de música sinfónica las llevó a cabo para Decca, Columbia, Club Français du Disque y grabaciones radiofónicas que se editaron en CD posteriormente.

### Grabaciones sinfónicas
| Título                                                                                             | Contenido | Referencia                                                                                |
| -------------------------------------------------------------------------------------------------- | --- | ----------------------------------------------------------------------------------------- |
| Great Conductors of the 20th century                                                               | Ataúlfo Argenta (grabación 1951-1957) Franz Liszt: A Faust Symphony Maurice Ravel: Alborada del gracioso* Franz schubert: Symphony #9, “Great” Manuel de Falla: El amor brujo (Ana María Iriarte) Orchestre de la Société des Concerts du Conservatoire Orchestre des Cento Soli | EMI 75097                                                                                 |
| Ataulfo Argenta - Orchestre National De France, 1951                                               | Ataúlfo Argenta en París 1951 Stravinky, Rodrigo, Brahms Christian Ferras, violín Orchestre National du France. Ataulfo Argenta, dirección Igor Stravinsky: Pulcinella, ballet Joaquín Rodrigo: Concierto de estío para violín y orquesta Johannes Brahms: Sinfonía n.º 2 en Re Mayor, op. 73 Grabación en directo, París, 4 de abril de 1951 | Tahra-TAH 427 EAN 13: 3504129042714                                                       |
| Campoli Classics, Vol. 3                                                                           | Violín: Alfredo Campoli Arthur Bliss: Concierto para vl y Orq, Op.79 London Philharmonic Orchestra. Arthus Bliss Chaikovski: Concierto para vl y Orq, Op.35 London Symphony Orchestra. Ataúlfo Argenta (grabado 1956) Tema y cadencia, música incidental para vl. y Orq.London Philharmonic Orchestra. Arthur Bliss Beulah 3PD10 Chaikovski: Concierto para vl y Orq, Op.35 | DECCA SXL 2029                                                                            |
| Ataulfo Argenta - Mendelssohn • Strauss • de Falla                                                 | Ataúlfo Argenta Dirige Mendelssohn, Strauss y Falla Wiener Symphoniker. Ataulfo Argenta, dirección Felix Mendelssohn: Sinfonía n.º 3 en La menor, Escocesa Richard Strauss: Don Juan Manuel de Falla: Tres danzas deEl Sombrero de Tres Picos Grabación en directo 1953-1954 | ORFEO C 277 921 B EAN: 4011790277127                                                      |
| Joaquín Turina Grabaciones históricas                                                              | Victoria de los Ángeles Esteban Sánchez Narciso Yepes Orquesta Nacional de España Ataulfo Argenta Conchita Supervía Orquesta Sinfónica de Madrid José Cubilles Lola Rodríguez Aragón Joaquín Turina Orquesta de Cámara de Barcelona Eduard Toldrá Andrés Segovia Orquesta Philharmonia | EAN: 8427287101282                                                                        |
| Festival Internacional de Música y Danza de Granada Menuhin – Argenta                              | Orquesta Nacional de España Violín: Jehudi Menuhin Director: Ataúlfo Argenta C.M. von Weber: Oberon (Obertura); Brahms: Concierto para violín y orquesta Op. 77; R. Strauss: Don Juan.(Grabaciones procedentes de los archivos de RNE. Grabación realizada en el Palacio de Carlos V de Granada el 24 de junio de 1956.) | EAN 8423322651408                                                                         |
| Diez melodías vascas, de Guridi                                                                    | Navarra, de Albéniz La Procesión del Rocío y La oración del torero, de Turina Orquesta Nacional de España Director: Ataúlfo Argenta | BMG RCA WD 71984                                                                          |
| Ataúlfo Argenta dirige Guridi, Granados y Albéniz                                                  | Orquesta Nacional de España Ataúlfo Argenta, director Jesús Guridi (1886-1961): Diez melodías vascas Enrique Granados (1867-1916): Goyescas [Intermedio] (4´28”) Isaac Albéniz (1860-1909): Navarra | EAN: 8429965082340                                                                        |
| Concierto de Aranjuez - Noches en los Jardines de España                                           | Concierto de Aranjuez (Joaquín Rodrigo). Noches en los Jardines de España (Manuel de Falla). Orquesta Nacional de España- Ataúlfo Argenta. Guitarra: Narciso Yepes.; Piano: Gonzalo Soriano. Grabación: 1954 | Columbia RCA WD71675                                                                      |
| Ataúlfo Argenta (con la ONE) - Falla: El sombrero de tres picos y Noches en los jardines de España | Gonzalo Soriano, piano Orquesta Nacional de España Ataúlfo Argenta, director Manuel de Falla (1876-1946): El sombrero de tres picos y Noches en los jardines de España | REF.: Z-212 EAN 13: 8429965002126                                                         |
| Ataúlfo Argenta (con la ONE) - Rodrigo: Concierto de Aranjuez; Yepes: Juegos prohibidos            | Orquesta Nacional de España Ataulfo Argenta, director Joaquín Rodrigo (1901-1999): 1-3. Concierto de Aranjuez Narciso Yepes (arr.): Juegos Prohibidos Música de la película de René Clement (popular / arr. Narciso Yepes) | REF.: Z-211 EAN 13: 8429965002119                                                         |
| Rodrigo: Concierto de Aranjuez - De Falla: Noche en los Jardines de España                         | Ataúlfo Argenta, Gonzalo Soriano, Narciso Yepes Orquesta Nacional de España |                                                                                           |
| Ataúlfo Argenta Complete Decca Recordings 1953-1957                                                | Chabrier, Morzkowski, Liszt, Chaikovski, etc. L’Orchestre de la Suisse Romande London Symphony Orchestra Paris Conservatoire Orchestra Ataúlfo Argenta | 5 CDs 475 7747 cc5 Decca ADD                                                              |
| Liszt: A Faust Symphony; Les Preludes; Albenz: Iberia; Turina: Danzas Fantásticas                  | Ataúlfo Argenta (1953-1954) Orchestre de la Societe du Conservatoire Paris Suisse Romande Orchestra. Liszt: A Faust Symphony, S 108 y Les Preludes, S 97 Albéniz: Suite Iberia Turina: Danzas Fantásticas Op.22 | Urania URN 22269                                                                          |
| Schubert: Symphonies Nos. 8 "Inachevée" & 9 "La Grande"                                            | Universal Music France Schubert Symphonie n.º 8 “Inachevée” – Symphoni e n.º 9 “La Grande” Cento Soli (réunion d’instrumentistes des meilleurs orchestres parisiens des années 1950) Directores: Günter Wand / Ataúlfo Argenta |                                                                                           |
| España - Chabrier, Granados / Argenta, London Symphony Orchestra                                   | Chabrier: España, Rimski-Kórsakov: Capricho español Granados: Andaluza,Moszkowski: Spanish Dances Claude Debussy: Images pour orchestre* Lonfon Symphony Orchestra / Suisse Romande Director: Ataúlfo Argenta Grabación: 1957-1958 | DECCA 4663782                                                                             |
| Falla. El Amor Brujo. El Sombrero De Tres Picos                                                    | Ana María Iriarte Orchestre de la Societé des Concerts du Conservatoire Ataulfo Argenta |                                                                                           |
| Falla: El Sombrero de Tres Picos y El Amor Brujo                                                   | Orquesta Nacional de España Director: Ataúlfo Argenta L´Orchestre Symponique de Paris Carlos Surinach Montilla |                                                                                           |
| Andrés Segovia and his Contemporaries, Vol. 9                                                      | Guit: Regino Sainz de la Maza /Andrés Segovia obras: Joaquín Rodrigo, Castelnuovo-Tedesco, Manuel Ponce, Regino Sainz de la Maza, Francisco Tárrega Orquesta Nacional de España /New London Orchestra Directores: Ataúlfo Argenta/Alec Scherman Doremi Grabación: 1948 |                                                                                           |
| The Art of Julius Katchen, Vol. 4                                                                  | Liszt – Les Concertos pour piano ; Mephisto Waltz (I,II) for piano n.º 1, Hungarian Rhapsody nº12 Grieg – Concerto pour piano op.16 / Moussorgski – Tableaux d’une Exposition Balakirev- Islamey, Oriental fantasy for piano London Philharmonic Orchestra, Ataúlfo Argenta Orchestre Philharponique d’Israël, Istvan Kertesz | DECCA 4608312                                                                             |
| Grabaciones Inéditas. Ataúlfo Argenta                                                              | Beethoven: Sinfonía n.º 3, Op. 55; Sonata para violín y piano n.º 8, con Arthur Grumiaux y Ataúlfo Argenta Brahms: Concierto para violín, Op. 77, con Yehudi Menuhin / Sonata para vl. y piano, Op.100 con Arthur Grumiaux (violín) y Ataúlfo Argenta (piano) Escudero: Concierto Vasco para piano y Orquesta/Sinfonieorchester des Bayerischen Rundfunks Martín Imaz (piano) Falla: El Amor brujo. Orquesta Suisse Romande Chaikovski: Sinfonía n.º 4, Op. 36. Orquesta Suisse Romande Smetana: La novia vendida (obertura). Orquesta Suisse Romande R. Strauss:Las aventuras de Till Eulenspiegel. Orquesta Suisse Romande | RTVE Música 65097                                                                         |
| Manuel de Falla: Grabaciones Históricas                                                            | Centro de Documentación de Andalucía CD3.- El retablo de Maese Pedro El Sombrero de tres picos: Suite n.º 1 y 2 Homenajes Orquesta Nacional de España. Ataúlfo Argenta (Grabación en vivo el 21 de octubre de 1956, en el Palacio de la Música de Madrid. RNE) | Almaviva DS0121 EAN: 8427287101213                                                        |
| Ataúlfo Argenta Obras de Falla y Bretón                                                            | Teresa Berganza, mezzo soprano Gonzalo Soriano, piano Orchestre National de la Radioffusion Française Gran Orquesta Sinfónica Ataúlfo Argenta, director Falla: El Amor Brujo Falla: Noches en los Jardines de España Falla: La Vida Breve (Suite) Falla: El sombrero de Tres Picos (Tres Danzas) Bretón: Escenas Andaluzas (Polo Gitano, Zapateado) | Medici Masters MM025-2 EAN: 0827565030927 Editado originalmente en Stradivarius STR 10059 |
| Albéniz: Iberia / Turina: Danzas Fantásticas                                                       | Orquesta de la Sociedad de Conciertos del Consevatorio de París Director: Ataúlfo Argenta | Columbia WD 71397                                                                         |
| Symphonie Fantastique / Les Preludes                                                               | Berlioz: Sinfonía Fantástica Liszt: Los Preludios Orquesta del Conservatorio de París Orquesta de la Suisse Romande Director: Ataúlfo Argenta Grabación: 1955,1957 | DECCA 452 305-2                                                                           |
| Manuel de Falla - El Retablo de Maese Pedro; Concierto para clavecín                               | Julita Bermejo Carlos Munguía Raimundo Torres Robert Veyron-Lacroix, clavecín Orquesta Nacional de España Ataulfo Argenta, director | EAN: 8429965002133                                                                        |
| Goyescas - Enrique Granados                                                                        | Consuelo Rubio Ana María Iriarte Manuel Ausensi Ginés Torrano Gran Orquesta Sinfónica de Madrid Coro Cantores de Madrid Ataúlfo Argenta, director | EAN: 8429965005837                                                                        |
| España                                                                                             | Argenta, The London Symphony Orchestra Chabrier: España Rimski-Kórsakov: Capriccio espagnol Granados: Andaluza Moszkowski: Spanish Dances Debussy: Images pour orchestre London Symphony Orchestra L´Orchestre de la Suisse Romande | DECCA 443 580-2                                                                           |
| World’s Finest Conductor - Ataulfo Argenta                                                         | Classique Perfecto |                                                                                           |
| Argenta - Greatest Moments                                                                         | Classic Music International |                                                                                           |
| Lo mejor de la música española dirigida por Ataúlfo Argenta                                        | CD En reconocimiento del centenario de su nacimiento Doble CD dedicado íntegramente a compositores españoles, con Ataúlfo Argenta al frente de agrupaciones como la Orquesta Nacional de España, Gran Orquesta Sinfónica, Orquesta del Conservatorio de París, Orquesta Sinfónica, Orquesta de la Sociedad de Conciertos del Conservatorio de París y Orquesta de Cámara de Madrid |                                                                                           |

### Grabaciones de zarzuela
| Título                                                                              | Contenido | Referencia            |
| ----------------------------------------------------------------------------------- | --- | --------------------- |
| Barbieri: La Zarzuela - El Barberillo de Lavapiés                                   | Ana María Olaria, Teresa Berganza, Carlos Munguía, Gerardo Monreal, José María Maiza. Coro de Cámara del Orfeón Donostiarra. Director: Juan Gorostidi. Maestro Concertador: Julián Perera. Orquesta Sinfónica. Director: Ataúlfo Argenta. | EAN: 8429965004861    |
| Luna: El Asombro de Damasco                                                         | Coro de Cantores de Madrid y la Orquesta Sinfónica. Ataúlfo Argenta. Lina Huarte, Toñy Rosado, Manuel Ausensi y Gerardo Monreal. | EAN: 8429965005462    |
| El Caserío - Jesús Guridi                                                           | Pilar Lorengar Joaquina Belaustegui Mari Carmen Pérez Parral Manuel Ausensi Carlos Munguía Julio Uribe José María Maiza Coro de Cámara del Orfeón Donostiarra Gran Orquesta Sinfónica Ataúlfo Argenta, director | EAN: 8429965005356    |
| Los diamantes de la corona - Francisco Asenjo Barbieri                              | Pilar Lorengar María Dolores Alite Ginés Torrano Rafael Campos Manuel Ausensi Gerardo Monreal Coro Cantores de Madrid Gran Orquesta Sinfónica Ataúlfo Argenta, director | EAN: 8429965005431    |
| La Verbena de la Paloma - Tomás Bretón                                              | Coros Cantores de Madrid Gran Orquesta Sinfónica Ataúlfo Argenta, director |                       |
| Doña Francisquita - Amadeo Vives                                                    | De los Ángeles Morales Iriarte Dolores García Calvo Pérez Parral Munguía Coro de Cámara del Orfeón Donostiarra Gran Orquesta Sinfónica Ataúlfo Argenta, director | EAN: 8429965005776    |
| La tempestad - Ruperto Chapí                                                        | Rosado Lorengar Ausensi Munguía Gil Díaz Martos Gran Orquesta de Cámara de Madrid Ataúlfo Argenta, director | EAN 13: 8429965005783 |
| La tempestad - Ruperto Chapí                                                        | Rosado Lorengar Ausensi Munguía Gil Díaz Martos Gran Orquesta de Cámara de Madrid Ataúlfo Argenta, director | EAN 13: 8429965005783 |
| Las golondrinas - José María Usandizaga                                             | Pilar Lorengar Ana María Iriarte Raimundo Torres Carlos Munguía Gran Orquesta Sinfónica Ataúlfo Argenta, director | EAN: 8429965005653    |
| La patria chica; La chula de Pontevedra Ruperto Chapí; Pablo Luna                   | Ana María Iriarte Dolores Cava Carlos Munguía Manuel Ausensi Toñy Rosado Inés Rivadeneira Gregorio Gil Manuel Ausensi Gran Orquesta Sinfónica de Madrid Ataúlfo Argenta, director | EAN: 8429965005592    |
| El puñao de rosas; Música clásica - Ruperto Chapí                                   | Ana María Iriarte Pilar Lorengar Teresa Berganza Manuel Ausensi Gran Orquesta de Cámara de Madrid Ataúlfo Argenta, director Ana María Iriarte José María Maiza Gerardo Monreal Gran Orquesta de Cámara de Madrid Ataúlfo Argenta, director | EAN: 8429965005561    |
| La viejecita - Manuel Fernández Caballero                                           | Ana María Iriarte Toñy Rosado Carlos Munguía Manuel Ausensi Luis S. Luque Gregorio Gil Arturo Díaz Martos Gran Orquesta de Cámara de Madrid Ataúlfo Argenta, director | EAN: 8429965105520    |
| Amadeo Vives - Maruxa                                                               | Toñy Rosado Pilar Lorengar Manuel Ausensi Gran Orquesta de Cámara de Madrid Ataúlfo Argenta, director | EAN: 8429965005530    |
| Alma de Dios; Los claveles - José Serrano                                           | Manuel Ausensi Ana María Iriarte Marichu Urreta Perecito Manuel Ortega Gran Orquesta de Cámara de Madrid Ataúlfo Argenta, director | EAN: 8429965005493    |
| José Serrano - La reina mora; Moros y cristianos                                    | Ana María Iriarte Pilar Lorengar Teresa Berganza Manuel Ausensi Orquesta de Cámara de Madrid Ataúlfo Argenta, director Ana María Iriarte Carlos Munguía Gran Orquesta Sinfónica Ataúlfo Argenta, director | EAN: 8429965005509    |
| El barquillero; La fiesta de San Antón - Federico Chueca; Tomás L. Torregrosa       | Toñy Casado Carlos Munguía Juan de Andía Coro Cantores de Madrid Gran Orquesta Sinfónica Ataúlfo Argenta, director Toñy Rosado Teresa Berganza Gerardo Monreal Coro Cantores de Madrid Gran Orquesta Sinfónica Ataúlfo Argenta, director | EAN: 8429965005486    |
| Molinos de viento - Pablo Luna                                                      | Pilar Lorengar Manuel Ausensi Carlos Munguía Arturo Díaz Martos Gran Orquesta Sinfónica Coros Cantores de Madrid Ataúlfo Argenta, director | EAN: 8429965005417    |
| Gigantes y cabezudos - Manuel Fernández Caballero                                   | Ana María Iriarte María Teresa Erdozain María Prieto Carlos Munguía Nicolás Aldanondo Faustino Aurquia Coro de Cámara del Orfeón Donostiarra Gran Orquesta Sinfónica Ataúlfo Argenta, director | EAN: 8429965004854    |
| Luisa Fernanda - Federico Moreno Torroba                                            | Fuensanta Solá Mº de los Ángeles Morales Manuel Ausensi Carlos Munguía Arturo Díaz Martos Gregorio Gil Gran Orquesta Sinfónica Coros Cantores de Madrid Ataúlfo Argenta, director | EAN: 8429965005349    |
| Los gavilanes - Jacinto Guerrero                                                    | Gran Orquesta Sinfónica Coros Cantores de Madrid Ataúlfo Argenta, director | EAN: 8429965005332    |
| El rey que rabió - Ruperto Chapí                                                    | Pilar Lorengar Toñy Rosado Manuel Ausensi Carlos Munguía Ana María Fernández Agustín S. Luque Rafael Maldonado Manuel Tierra Carlos S. Luque Coros Cantores de Madrid Gran Orquesta Sinfónica Ataúlfo Argenta, director | EAN: 8429965005363    |
| Los de Aragón - José Serrano                                                        | Toñy Rosado Carlos Munguía Coros Cantores de Madrid Gran Orquesta Sinfónica Ataúlfo Argenta, director | EAN: 8429965005325    |
| La Corte del Faraón - Vicente Lleó                                                  | Ana María Iriarte Dolores Cava María Dolores Alite Joaquín Portillo Miguel Ligero Rafael Campos Sigfredo Videras Gran Orquesta Sinfónica Coros Cantores de Madrid Ataúlfo Argenta, director | EAN 13: 8429965005318 |
| La alegría de la huerta; La boda de Luis Alonso Federico Chueca; Gerónimo Giménez   | Toñy Rosado Carlos Munguía Teresa Berganza Arturo Díaz Martos Manuel Ortega Coros Cantores de Madrid Gran Orquesta Sinfónica Ataúlfo Argenta, conductor Inés Rivadeneira Teresa Berganza Carlos Munguía Gerardo Monreal Ana M.ª Fernández Coros Cantores de Madrid Gran Orquesta Sinfónica Ataúlfo Argenta, conductor | EAN 13: 8429965005301 |
| La del soto del parral - Reveriano Soutullo                                         | Toñy Rosado Teresa Berganza Manuel Ausensi Carlos Munguía Gregorio Gil Manuel Ortega Gran Orquesta Sinfónica Coros Cantores de Madrid Ataúlfo Argenta, director | EAN: 8429965005295    |
| Los cadetes de la reina - Pablo Luna                                                | Coros Cantores de Madrid Gran Orquesta Sinfónica Ataúlfo Argenta, director | EAN 13: 8429965004823 |
| El niño judío - Pablo Luna                                                          | Ana María Iriarte, Lina Huarte, Manuel Ausensi, Gerardo Monreal, Joaquín Portillo y Rafael Campos. Coros Cantores de Madrid Gran Orquesta Sinfónica Ataúlfo Argenta, director | EAN 13: 8429965004816 |
| El tambor de granaderos; La alsaciana - Ruperto Chapí; Jacinto Guerrero             | Teresa Berganza, Toñy Rosado, Carlos S. Luque, Pilar Lorengar, Manuel Ausensi y Carlos Munguia. Coros Cantores de Madrid Gran Orquesta Sinfónica Ataúlfo Argenta, director | EAN 13: 8429965004809 |
| El cabo primero; El baile de Luis Alonso - M. Fernández Caballero; Gerónimo Giménez | Coros Cantores de Madrid Gran Orquesta Sinfónica Ataúlfo Argenta, director | EAN 13: 8429965004892 |
| La canción del olvido - José Serrano                                                | Pilar Lorengar, Manuel Asensi y Carlos Munguía. Coros Cantores de Madrid Gran Orquesta Sinfónica Ataúlfo Argenta, director | EAN 13: 8429965004885 |
| La Revoltosa - Ruperto Chapí                                                        | Ana M.ª Iriarte, Manuel Ausensi, Miguel Ligero, Inés Revadeneira. Coros Cantores de Madrid Gran Orquesta Sinfónica Ataúlfo Argenta, director | EAN 13: 8429965004779 |
| Bohemios - Amadeo Vives                                                             | Tony Rosado Teresa Berganza Ana María Fernández Adela Cano Manuel Ausensi Carlos Munguía Arturo Díaz Martos Gregorio Gil Coros Cantores de Madrid Gran Orquesta Sinfónica Ataúlfo Argenta, director | EAN 13: 8429965004786 |
| La Dolorosa; Las Leandras - José Serrano; Francisco Alonso                          | Ana María Iriarte Manuel Ausensi Gregorio Gil Carlos S. Luque Gran Orquesta Sinfónica Ataúlfo Argenta, director Celia Gámez Aníbal Vela Gran Orquesta Sinfónica Francisco Alonso, director | EAN 13: 8429965005660 |
| Federico Chueca - La Gran Vía; El Chaleco Blanco                                    | Ana María Iriarte Gerardo Monreal Gran Orquesta de Cámara de Madrid Ataúlfo Argenta, director Toñy Rosado Ana María Iriarte Gran Orquesta de Cámara de Madrid Ataúlfo Argenta, director | EAN 13: 8429965005516 |
| El dúo de La Africana - Manuel Fernández Caballero                                  | Ana María Iriarte Carlos Munguía Joaquín Roa Rafael Maldonado Coros Cantores de Madrid Gran Orquesta de Cámara de Madrid Ataúlfo Argenta, director | EAN 13: 8429965005479 |
| Manuel Penella: Don Gil de Alcalá                                                   | Lina Huarte, Teresa Berganza, Manuel Ausensi, Ginés Torrano, Antonio Campo, Carlos Munguia. Gran Orquesta Sinfónica. Argenta, Ataúlfo. Coro Cantores de Madrid |                       |
| La Dogaresa - Rafael Millán                                                         | Pilar Lorengar Teresa Berganza Manuel Ausensi Carlos Munguía Antonio Campó Coro de Cámara del Orfeón Donostiarra Gran Orquesta Sinfónica Ataúlfo Argenta, director | EAN 13: 8429965005448 |
| Jugar con fuego - Francisco Asenjo Barbieri                                         | Pilar Lorengar Teresa Berganza Manuel Ausensi Carlos Munguía Antonio Campó Coro de Cámara del Orfeón Donostiarra Gran Orquesta Sinfónica Ataúlfo Argenta, director | EAN 13: 8429965005400 |
| Preludios e Intermedios de Zarzuela, vol. 1                                         | Obras de Bretón, Chapí, Vives, Moreno Torroba… Preludios e Intermedios de Zarzuela, vol. 1: 1. La verbena de La Paloma (preludio) 2. El tambor de granaderos (preludio) 3. Bohemios (preludio) 4. La corte del faraón (vals) 5. La revoltosa (preludio) 6. El niño judío (preludio) 7. Luisa Fernanda (introducción al Tercer Acto) 8. La canción del olvido (preludio) 9. El baile de Luis Alonso (preludio) 10. El cabo primero (preludio) 11. La boda de Luis Alonso (intermedio) 12. Al alegría de la huerta (pasacalle) Gran Orquesta Sinfónica Ataúlfo Argenta, director | EAN 13: 8429965005387 |
| Preludios e intermedios de zarzuela, vol. 2                                         | Piezas de Chapí, Soutullo, Luna, Guridi… Gran Orquesta Sinfónica Ataúlfo Argenta, director | EAN 13: 8429965005424 |
| Preludios e intermedios de zarzuela, vol. 3                                         | Serrano, Vives, Luna, Chueca, Usandizaga… José Serrano Gerónimo Giménez Amadeo Vives Pablo Luna Jesús Guridi José Mª Usandizag Ruperto Chapí Tomás López Torregrosa Federico Chueca Gran Orquesta Sinfónica Ataúlfo Argenta, director | EAN 13: 8429965082531 |

## Documentales
- Ata, Ataúlfo Argenta: Un Castreño Universal. Dirigido por Carlos Calbacho en 2013.[9]